# Molom, conte de Mongolie
Série
Yönden
(2001)
Pour plus de détails, voir Fiche technique et Distribution.
Molom, conte de Mongolie est un film franco-mongol réalisé par Marie-Jaoul de Poncheville et sorti en 1995. Le film est adapté d'un conte traditionnel mongol.

## Synopsis
Molom est un vieux chamane capable de prendre la forme d'un aigle, qui parcourt la steppe mongole. Un jour, il découvre Yondon, un garçon perdu qui vit parmi les loups. Il le recueille et en fait son disciple. Auprès de Molom, Yonden découvre la vie dans la nature sauvage et fait l'apprentissage de valeurs telles que la générosité, la compassion et l'introspection. Au terme de sa formation, Yonden devra choisir entre une vie de chamane dans la steppe ou une vie religieuse dans un monastère.

## Fiche technique
- Titre : Molom, conte de Mongolie
- Réalisation : Marie-Jaoul de Poncheville
- Scénario : Marie-Jaoul de Poncheville
- Production : Marie-Jaoul de Poncheville
- Production exécutive : Franz-Christoph Giercke
- Image : Jacques Besse
- Production design : Abderrahmane Sissako
- Musique originale : John McLaughlin et Trilok Gurtu et musiques originales mongoles
- Production : Compagnie des Films, Lung Ta, Les Films de la Pagode, France 2 Cinéma, avec la participation de Canal+ et du Centre national du cinéma et de l'image animée (CNC)
- Langue : mongol
- Durée : 95 minutes
- Date de sortie : France : 5 juillet 1995

## Distribution
- Tsededorj : Molom
- Yondejunaï : Yonden

## Suite
La même réalisatrice réalise une suite à ce film, Yönden, en 2001.